# ويليام إف. بيك
ويليام إف. بيك (بالإنجليزية: William F. Beck)‏ هو مترجم أمريكي، ولد في 28 أغسطس 1904 في ليتل فولز في الولايات المتحدة، وتوفي في 24 أكتوبر 1966.